# Semperdon rotanus
Semperdon rotanus é uma espécie de gastrópode  da família Charopidae.
Pode ser encontrada nos seguintes países: Guam e Marianas Setentrionais.